# Campeonato Mundial de Atletismo em Pista Coberta de 2008 - 800 m feminino
A competição dos 800 metros feminino do Campeonato Mundial de Atletismo em Pista Coberta de 2008, foi disputado no Palácio-Velódromo Luis Puig, em Valência.

## Medalhistas
| Ouro               | Prata                 | Bronze                       |
| Tamsyn Lewis (AUS) | Tetiana Petlyuk (UKR) | Maria de Lurdes Mutola (MOZ) |

## Resultados

### Eliminatória
| Bateria | Faixa | Atleta                   | Nacionalidade  | Tempo      | Notas |
| ------- | ----- | ------------------------ | -------------- | ---------- | ----- |
| 1       | 1     | Elisa Cusma Piccione     | Itália         | 2:01.62    | Q     |
| 1       | 2     | Tamsyn Lewis             | Austrália      | 2:01.85 NR | Q     |
| 1       | 3     | Marian Burnett           | Guiana         | 2:02.35 NR | q     |
| 1       | 4     | Margarita Fuentes-Pila   | Espanha        | 2:03.89 SB | q     |
| 1       |       | Natalya Ignatova         | Rússia         | DSQ        |       |
| 2       | 1     | Maria de Lurdes Mutola   | Moçambique     | 2:04.82    | Q     |
| 2       | 2     | Mayte Martínez           | Espanha        | 2:04.92    | Q     |
| 2       | 3     | Agnes Samaria            | Namíbia        | 2:05.23 SB |       |
| 2       | 4     | Nicole Cook              | Estados Unidos | 2:06.67    |       |
| 2       | 5     | Fanja Rakotomalala-Felix | Madagáscar     | 2:08.42 NR |       |
| 3       | 1     | Seltana Aït Hammou       | Marrocos       | 2:04.69    | Q     |
| 3       | 2     | Ewelina Sętowska-Dryk    | Polónia        | 2:04.71    | Q     |
| 3       | 3     | Marilyn Okoro            | Reino Unido    | 2:05.09    |       |
| 3       | 4     | Mariya Savinova          | Rússia         | 2:06.72    |       |
| 3       | 5     | Lysaira Del Valle        | Porto Rico     | 2:07.58 SB |       |
| 4       | 1     | Tetiana Petlyuk          | Ucrânia        | 2:00.40    | Q     |
| 4       | 2     | Jennifer Meadows         | Reino Unido    | 2:00.60    | Q     |
| 4       | 3     | Mihaela Neacsu           | Roménia        | 2:00.79 SB | q     |
| 4       | 4     | Nicole Teter             | Estados Unidos | 2:01.73 SB | q     |
| 4       | 5     | Natalia Gallego          | Andorra        | 2:15.97    |       |

### Semifinal
| Bateria | Faixa | Atleta                 | Nacionalidade  | Tempo      | Notas |
| ------- | ----- | ---------------------- | -------------- | ---------- | ----- |
| 1       | 1     | Maria de Lurdes Mutola | Moçambique     | 2:01.81    | Q     |
| 1       | 2     | Mayte Martínez         | Espanha        | 2:01.86    | Q     |
| 1       | 3     | Tamsyn Lewis           | Austrália      | 2:02.07    | Q     |
| 1       | 4     | Ewelina Sętowska-Dryk  | Polónia        | 2:02.38    |       |
| 1       | 5     | Nicole Teter           | Estados Unidos | 2:04.72    |       |
| 1       | 6     | Seltana Aït Hammou     | Marrocos       | DSQ        |       |
| 2       | 1     | Tetiana Petlyuk        | Ucrânia        | 1:59.58 SB | Q     |
| 2       | 2     | Jennifer Meadows       | Reino Unido    | 1:59.73 PB | Q     |
| 2       | 3     | Elisa Cusma Piccione   | Itália         | 2:00.36 NR | Q     |
| 2       | 4     | Mihaela Neacsu         | Roménia        | 2:01.70    |       |
| 2       | 5     | Marian Burnett         | Guiana         | 2:02.27 NR |       |
| 2       | 6     | Margarita Fuentes-Pila | Espanha        | 2:05.58 SB |       |

### Final
| Colocação         | Faixa | Atleta                 | Nacionalidade | Tempo   |
| ----------------- | ----- | ---------------------- | ------------- | ------- |
| Medalha de ouro   | 1     | Tamsyn Lewis           | Austrália     | 2:02.57 |
| Medalha de prata  | 5     | Tetiana Petlyuk        | Ucrânia       | 2:02.66 |
| Medalha de bronze | 2     | Maria de Lurdes Mutola | Moçambique    | 2:02.97 |
| 4                 | 6     | Mayte Martínez         | Espanha       | 2:03.15 |
| 5                 | 4     | Jennifer Meadows       | Reino Unido   | 2:03.51 |
| 6                 | 3     | Elisa Cusma Piccione   | Itália        | 2:03.76 |

Legenda
| Recorde mundial       | Recorde mundial (World record)               |                       | Recorde africano                      | Recorde africano (African) |                                           | Q | Classificado por posição (Qualified) |
| Recorde do campeonato | Recorde do campeonato (Championship record)  | Recorde da América    | Recorde da América (Americas)         | q                          | Classificado por melhor tempo (Qualified) |   |                                      |
| Melhor marca do ano   | Melhor marca do ano (World leading)          | Recorde asiático      | Recorde asiático (Asian)              | DNS                        | Não largou (Did not start)                |   |                                      |
| Recorde nacional      | Recorde nacional (National record)           | Recorde europeu       | Recorde europeu (European)            | DNF                        | Não terminou (Did not finish)             |   |                                      |
| Recorde pessoal       | Recorde pessoal do atleta (Personal best)    | Recorde da Oceania    | Recorde da Oceania (Oceania)          | DSQ / DQ                   | Desclassificado (Disqualified)            |   |                                      |
| Recorde da temporada  | Recorde da temporada do atleta (Season best) | Recorde sul-americano | Recorde sul-americano (South America) | NM                         | Sem marca (No mark)                       |   |                                      |